# Tourpes
Tourpes è una frazione del comune belga di Leuze-en-Hainaut, situata in Vallonia, nella provincia di Hainaut.

## Origini del nome
La località è attestata nella forma Dorp nell'847 e nell'853 (copia del 1070), poi Torb nel 962 - 987, Turp nel 1105, Tvrb nel 1111 - 1136, Torp nel 1140 (copia 1175), quindi Tourp e infine Tourpes verso l'anno 1686.
Deriva forse dal germanico þorpa- (thorpa), che significa "insediamento", oppure thurpa "villaggio", considerato all'origine delle parole francesi troupe, gregge, troppo e in olandese dorp "villaggio". La soluzione francese è preferibile date la collocazione nella parte francese del Belgio.
Ha un luogo omonimo Tourpes, situato a Bures-en-Bray, in Alta Normandia.

## Storia
I pochi archivi esistenti a Tourpes consentono di determinare l'origine della città, la quale risale alla fine dell'Impero Romano.
Dal 720 al 1136, Tourpes faceva parte del principato chiamato Burbant, che aveva Ath come capoluogo e si estendeva dall'Escaut al Sambre, tra cui Antoing, Leuze, Lessines, Chièvres, Lens, Enghien e Ath.
Il Burbant fu incluso nella contea di Hainaut, che comprendeva i castelli di Ath che avevano 5 città e 100 villaggi, tra cui Tourpes dal 1136 alla Rivoluzione francese (1789). Lo scudiero potrebbe essere sostituito da un tenente. Ha avuto il sopravvento su tutte le questioni in cui erano in gioco gli interessi del Conte di Hainaut e ha esercitato la polizia alta. Fu assistito da un impiegato e nove sergenti che, quando necessario, furono rinforzati da uomini armati. Già in quel momento esisteva il quadro amministrativo:  l'ufficiale giudiziario rappresentava il signore per la sorveglianza del villaggio e l'amministrazione della giustizia. Ha nominato e licenziato il sindaco, gli assessori, il sergente (guardiano rurale), i messaggeri (guardiani del raccolto). Controllò e approvò i conti del massardo (ricevitore comunale), ricevette agevolazioni e diritti signorili (reddito, tasse e multe).
L'occupazione principale dei Tourpiers era l'agricoltura, c'erano anche artigiani indipendenti, come i tessitori di tele, conciatori e birrai. Il birrificio Dupont, nella fattoria Rimaux-Deridder, produce diverse birre ad alta fermentazione dal 1844.
Tra il 1860 e il 1865, la creazione della linea ferroviaria Leuze-Blaton incoraggiò l'esodo del lavoro rurale nei centri industriali del Borinage.
Nel 1882 fu costruito il gruppo di edifici municipali, tra cui: la Casa Comunale, le scuole, le case degli insegnanti e la chiesa parrocchiale di Saint-Martin.

## Amministrazione

### Gemellaggi
- Saint-André-et-Appelles in Francia